# Буквар з різними повчаннями
Буквар з різними повчаннями (Бѹква'рь съ разлѝчны поѹчѐніѧ, болг. Буквар с различни поучения), також відомий як Рибний буквар (болг. Рибен буквар) — перший новоболгарський підручник для дітей, написаний болгарським педагогом і енциклопедистом Петаром Бероном і виданий 1824-го у Брашові. Являв собою перший болгарський підручник з абеткою і граматикою болгарської мови, з відомостями з історії, природознавства, географії та арифметики.

## Структура
Буквар складається з передмови, восьми розділів, звернення до читача і з додатком у вигляді 12 малюнків тварин.
У передмові Берон ділиться своїми мотивами написання підручника.
1. Перший розділ. Являє собою буквар: абетку, вимову звуків, опис частин мови «іменник», «прикметник», «дієслово», «займенник» і т. д.
2. Другий розділ. Список православних християнських молитов, які зобов'язана знати кожна дитина, в тому числі і «Отче наш».
3. Третій розділ. «Корисні поради», 64 питання по вихованню дітей та надано на них відповіді.
4. Четвертий розділ. «Розумні відповіді». Як і попередній розділ, дає поради з виховання дітей та ілюструє прикладами з життя стародавніх греків.
5. П'ятий розділ. Байки.
6. Шостий розділ. «Різні історії». Містить історії з життя різних древніх цивілізацій з повчаннями і настановами молодому поколінню.
7. Сьомий розділ. «Природні казки». Носить енциклопедичний характер, дає інформацію про побутові предмети і продукти, які використовуються в повсякденному житті (тютюн, кава, сіль і т. д.), а також розповідає про тварин, які не водяться на території Болгарії (дельфін, крокодил, верблюд, носоріг і т . д.).
8. Восьмий розділ. «Арифметика». У ньому показані виключно приклади арифметичних дій без опису правил. Берон залишив цей розділ на розсуд вчителів, які повинні були самі пояснювати дітям арифметику і показувати приклади дій.

## Історія
Назва «Рибний буквар» з'явилася через те, що наприкінці книги був зображений дельфін (хоча дельфіни належать до класу ссавців). Популярність букваря в Болгарії була надзвичайно високою. Протягом наступних 20 років підручник був перевиданий 6 разів, а Петар Берон отримав визнання. На думку публіциста Петра Карапетрова, буквар «був останнім підручником, який вивчали від палітурки до палітурки».
10 жовтня 2014 року у Національного літературного музею Болгарії був викрадений екземпляр «Букваря». Один зі співробітників музею був звільнений після цієї події, а на наступний день книгу вдалося відшукати. Також була знайдена і друга копія букваря, яка не значилася у фондах музею. З нагоди виявлення нової книги міністр культури Мартін Іванов наказав провести термінову інвентаризацію.

## Галерея

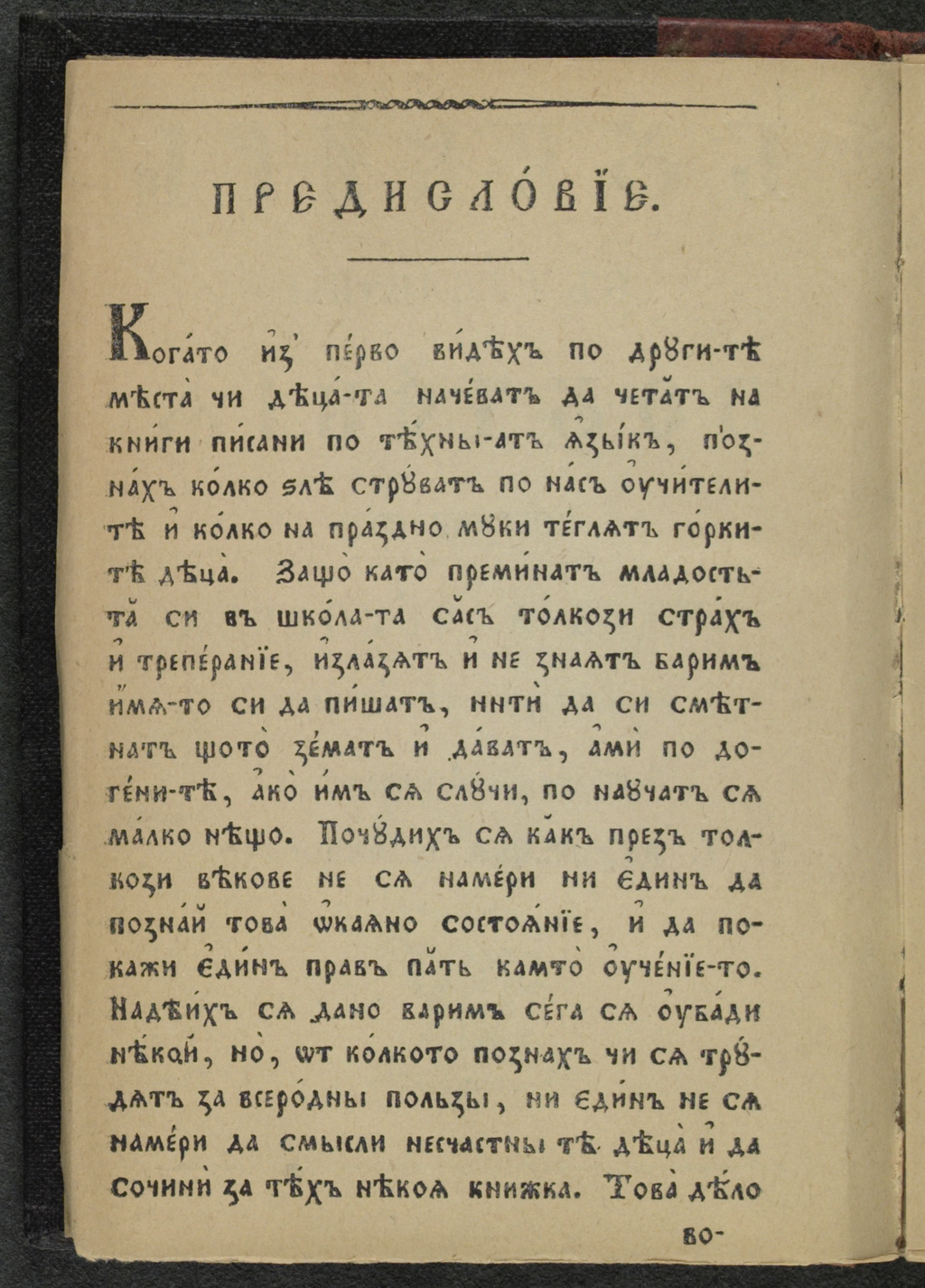
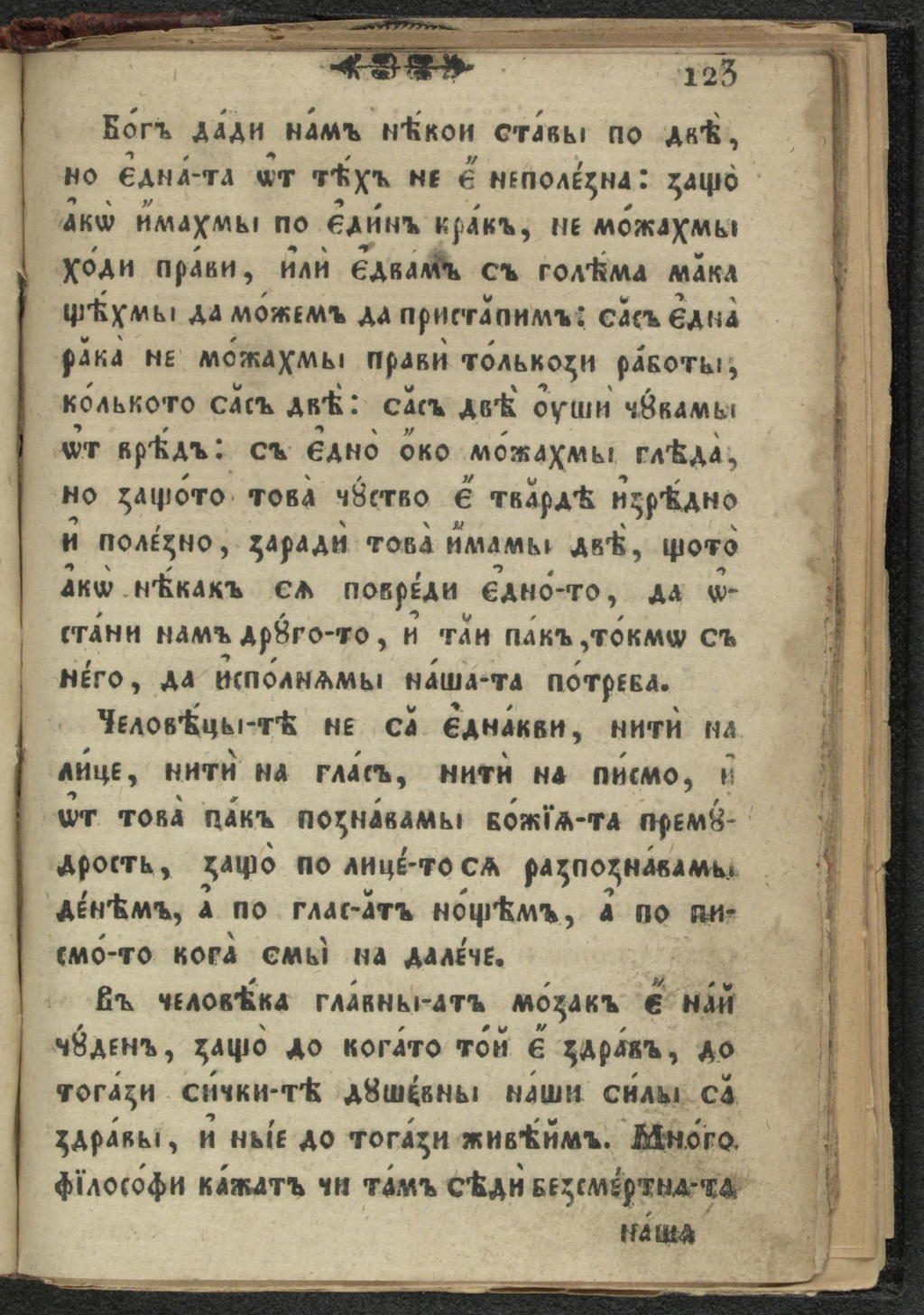
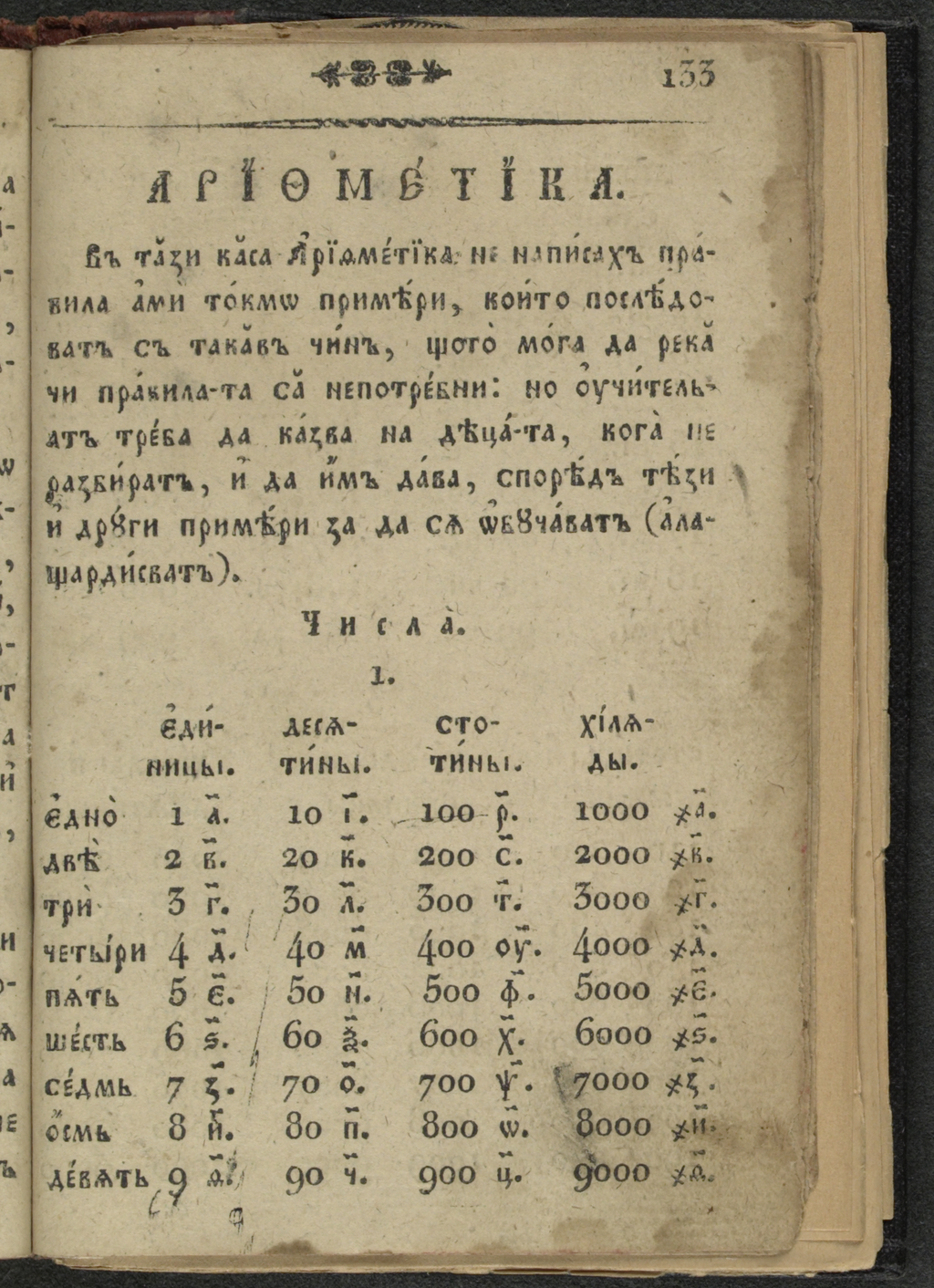
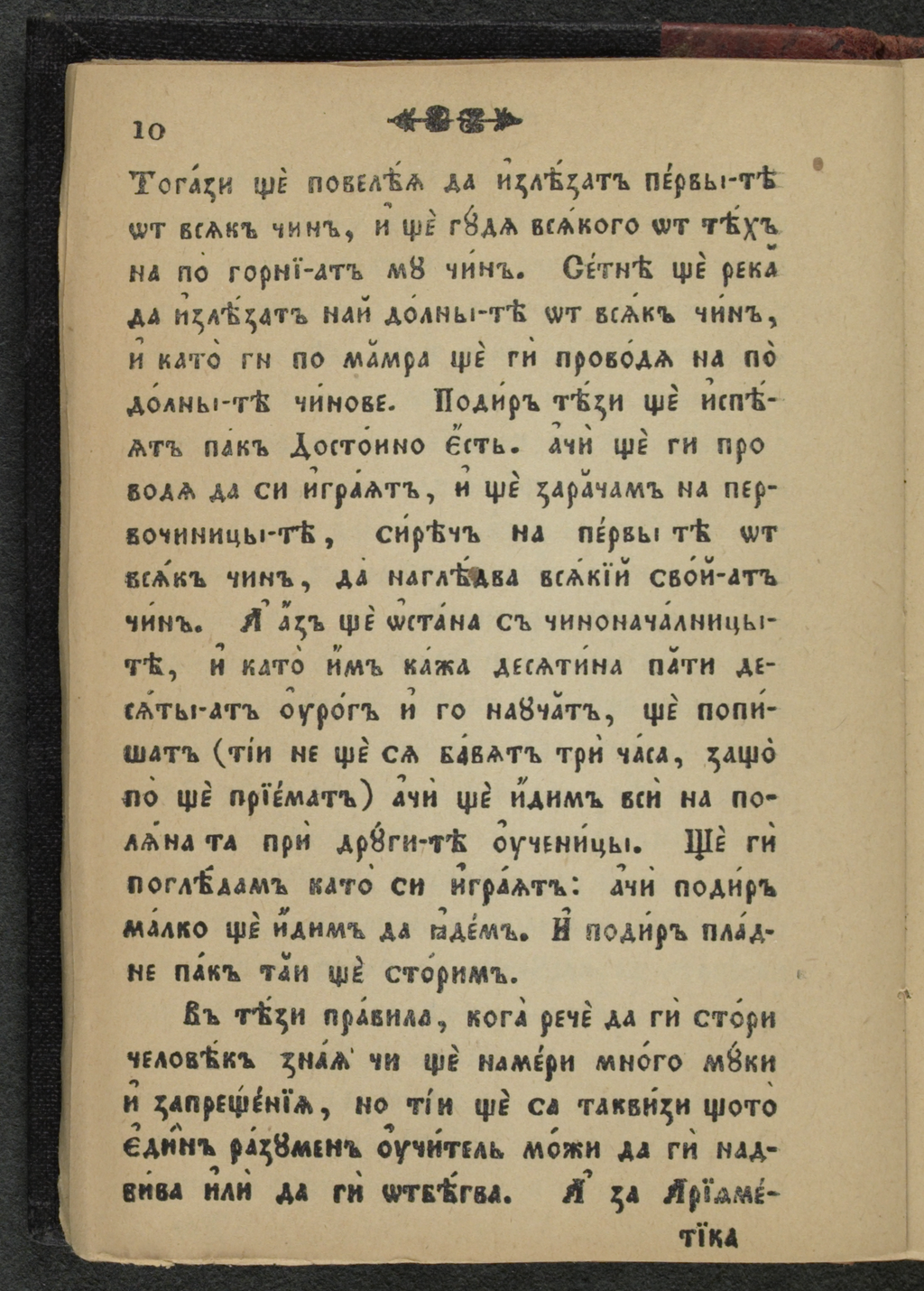
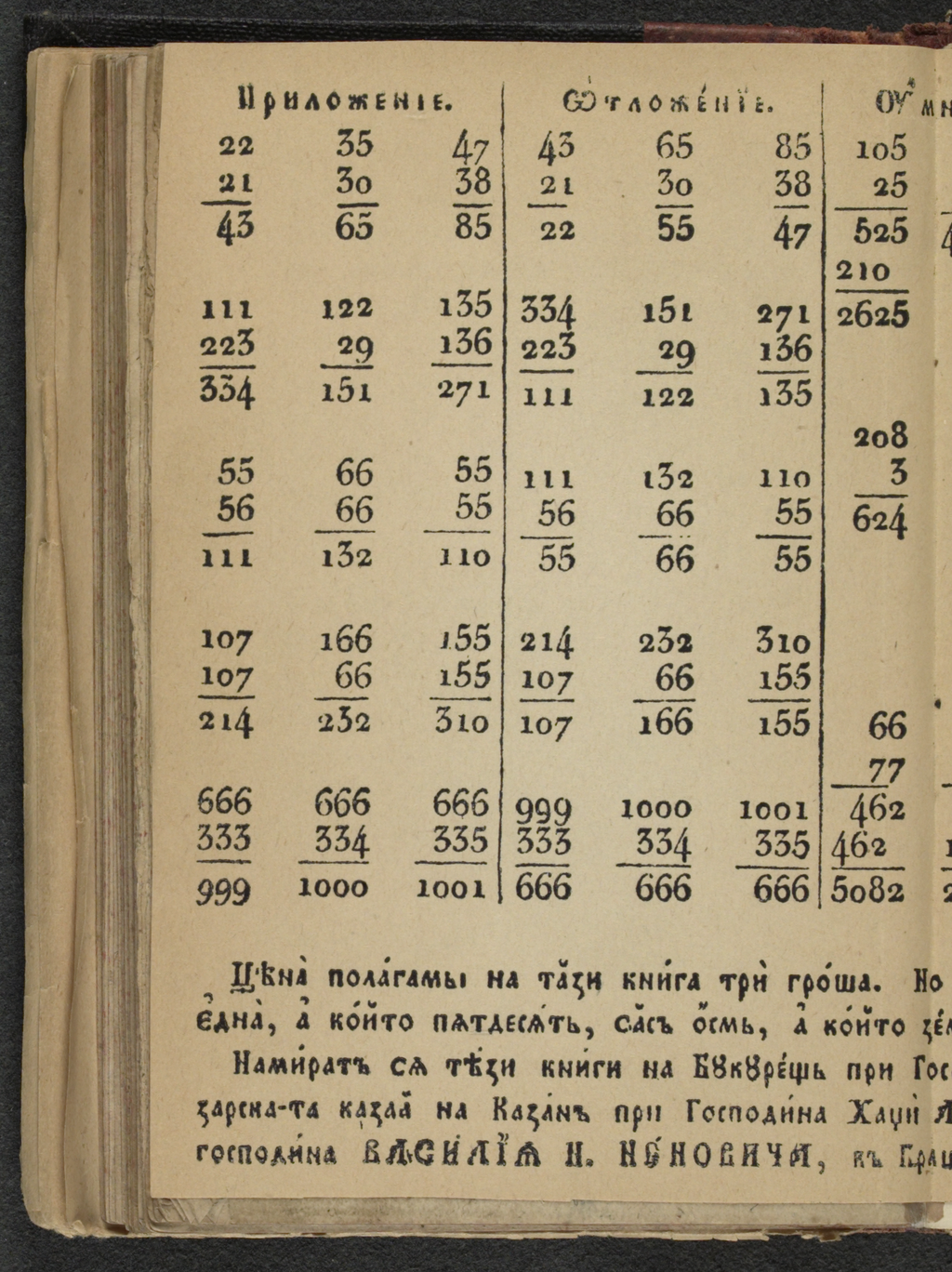
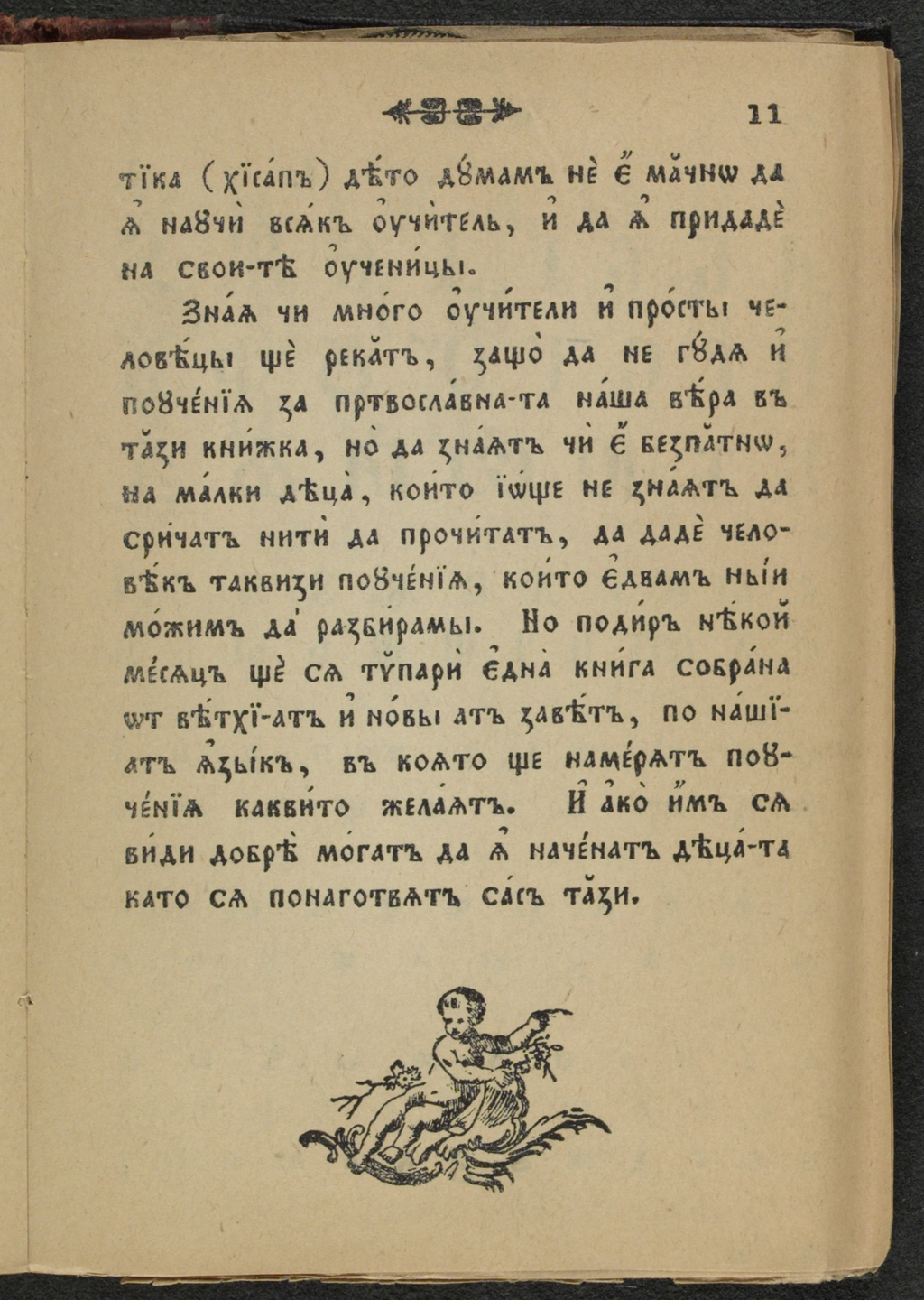
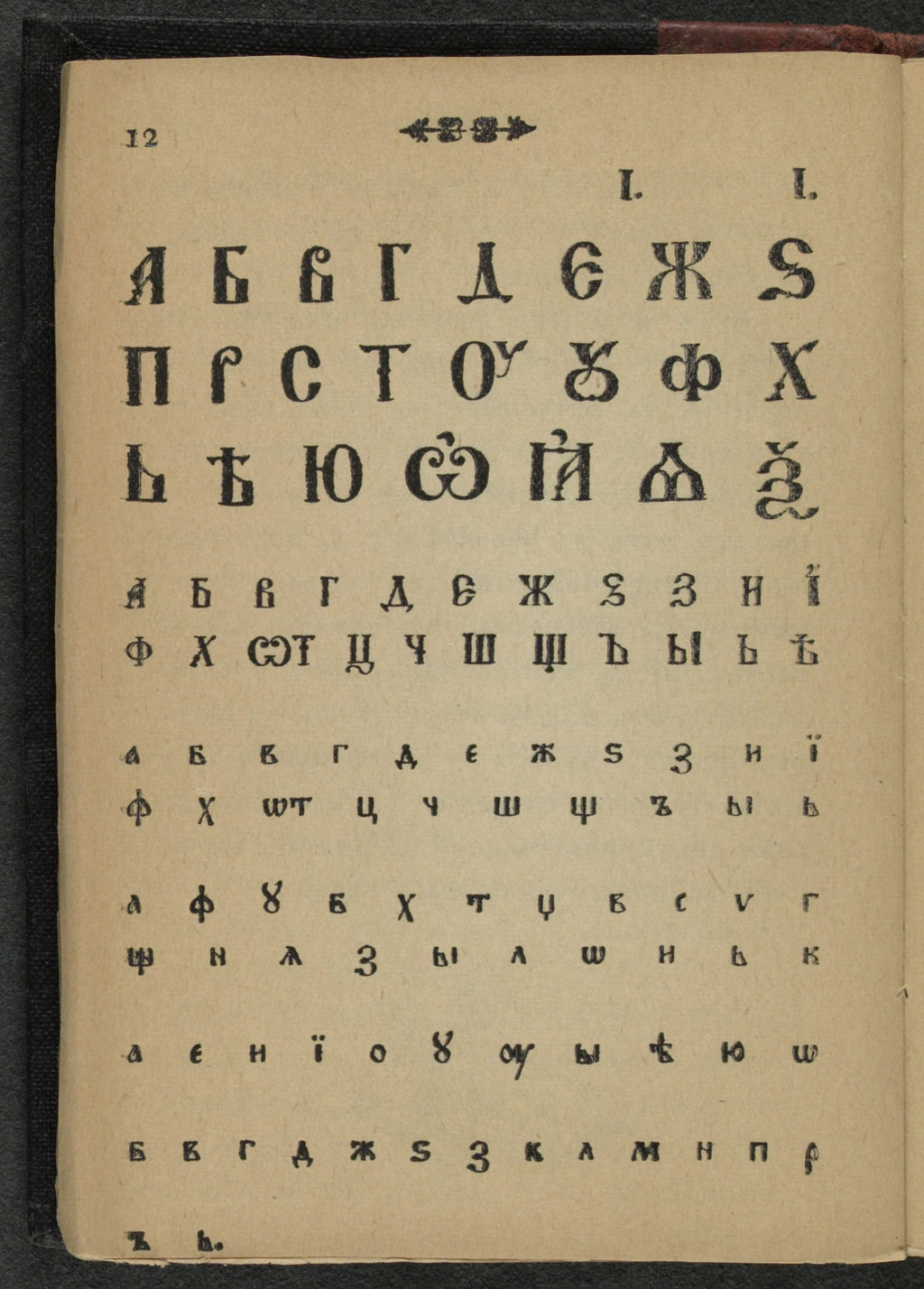
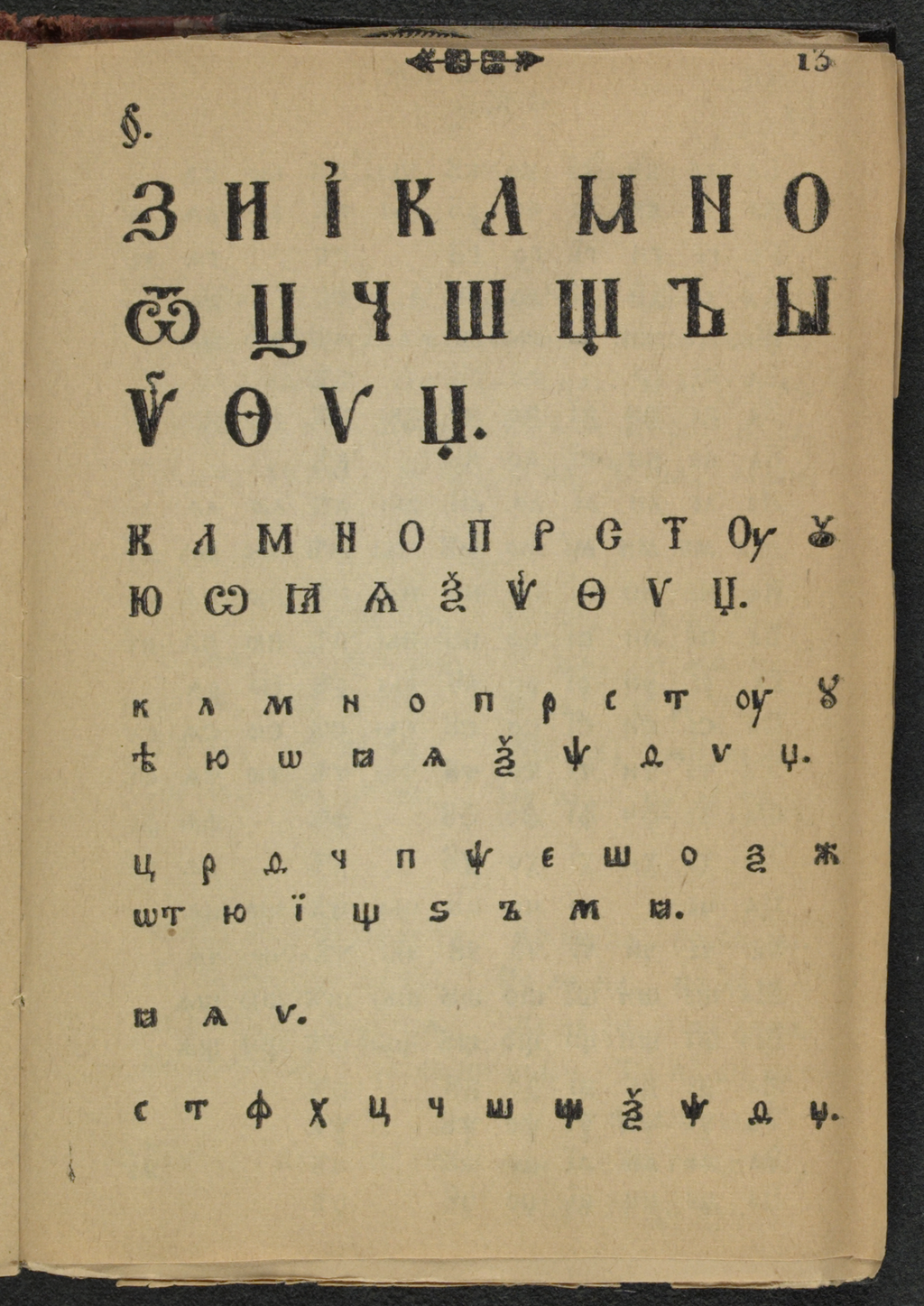
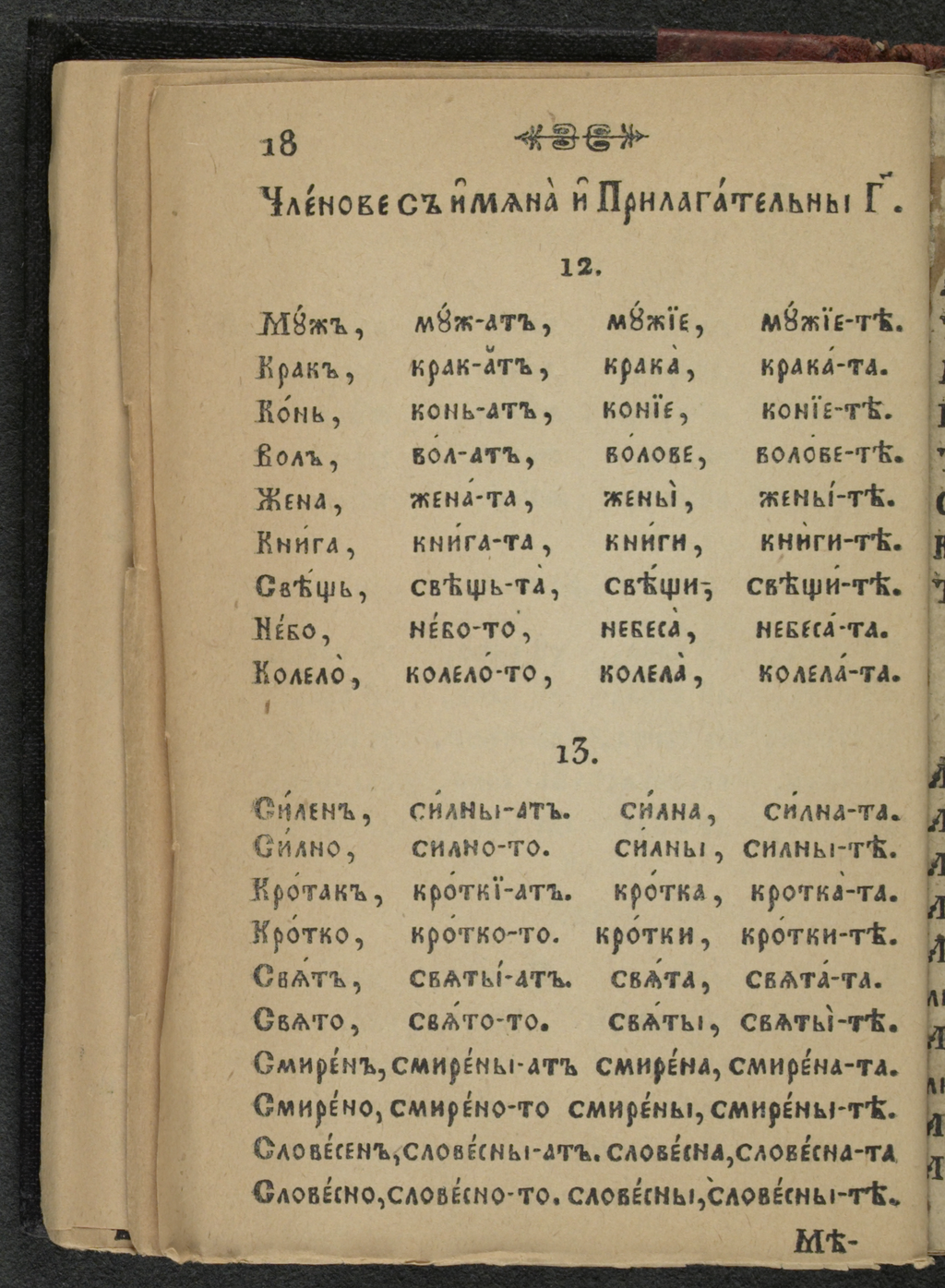
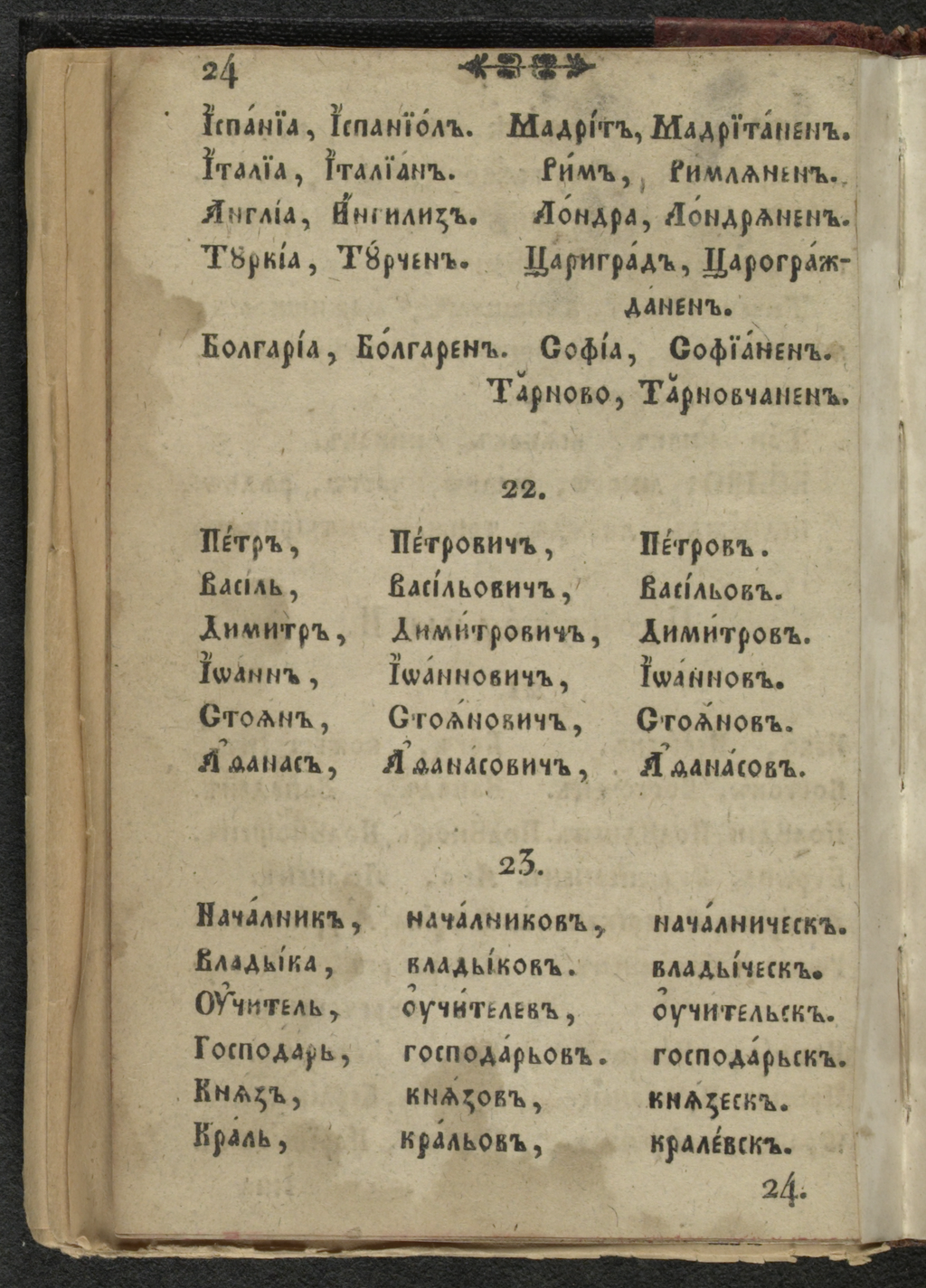
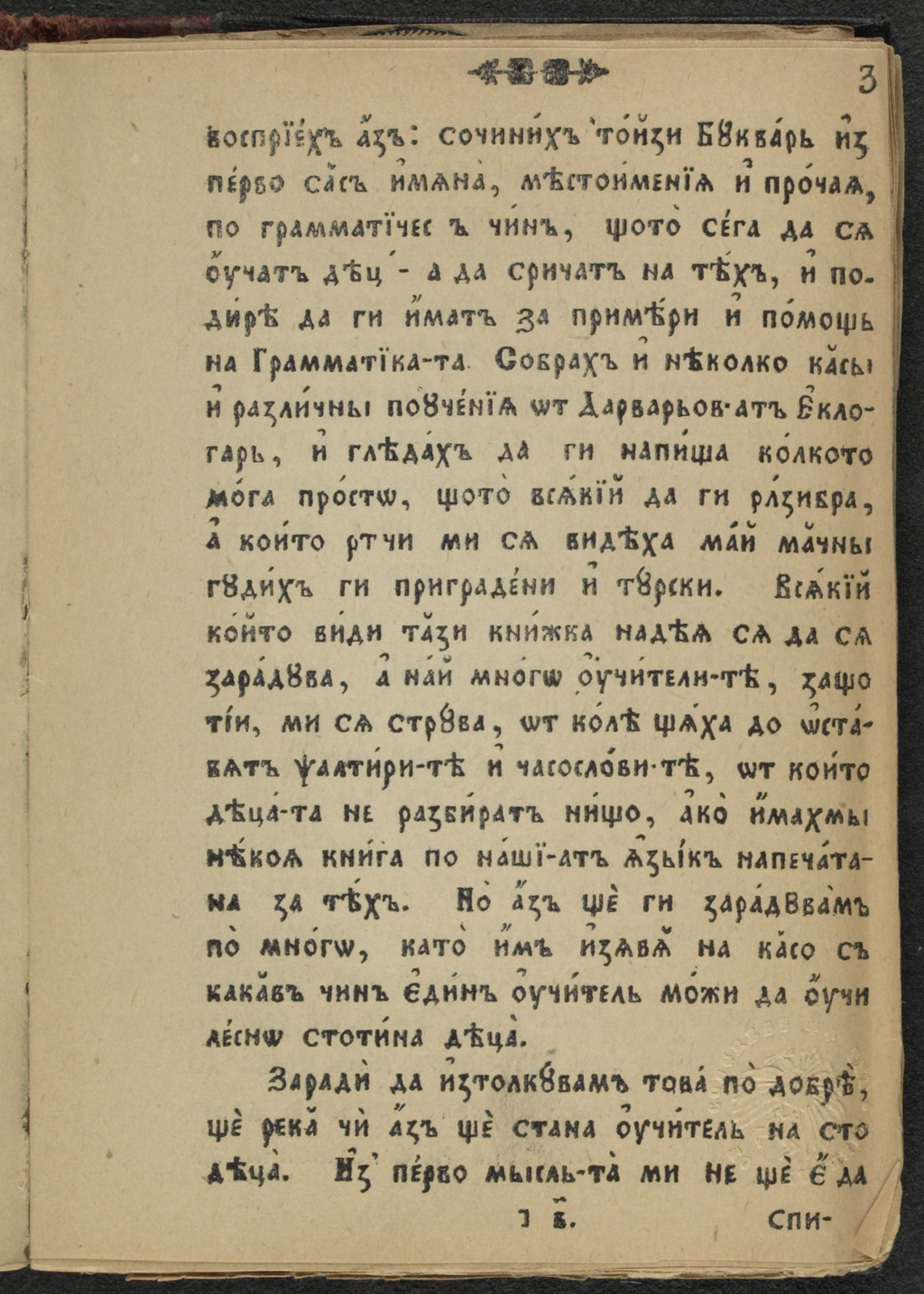
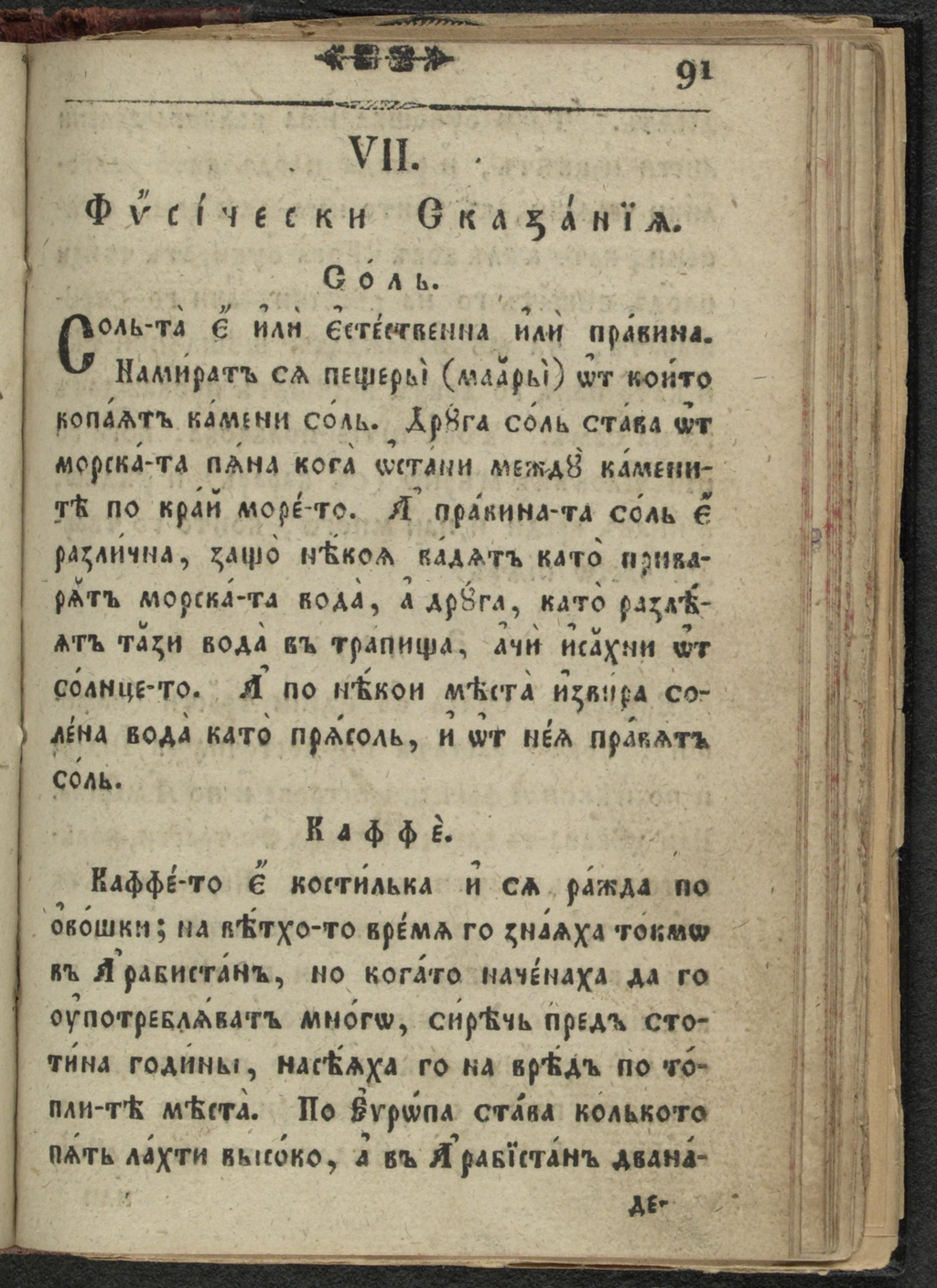
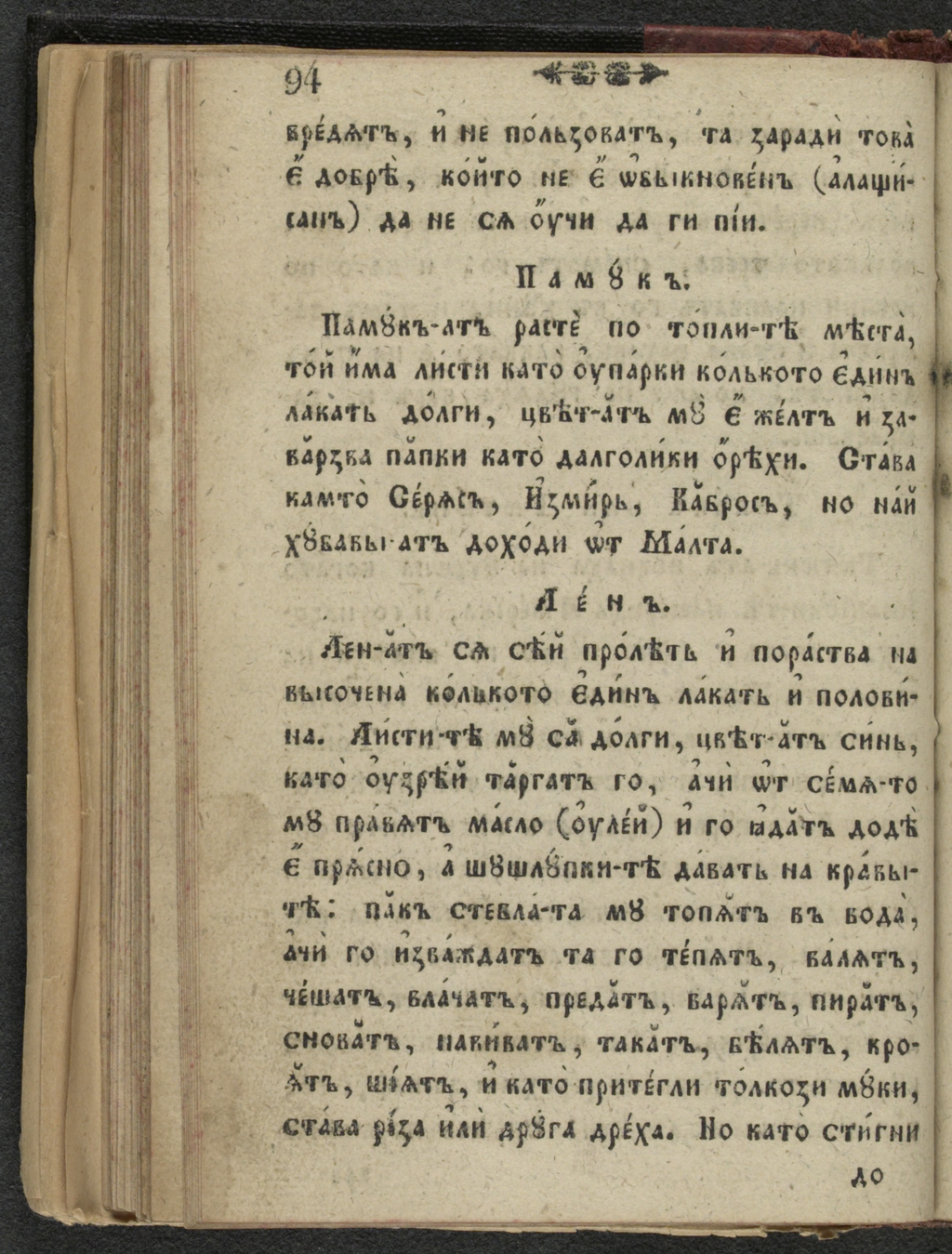
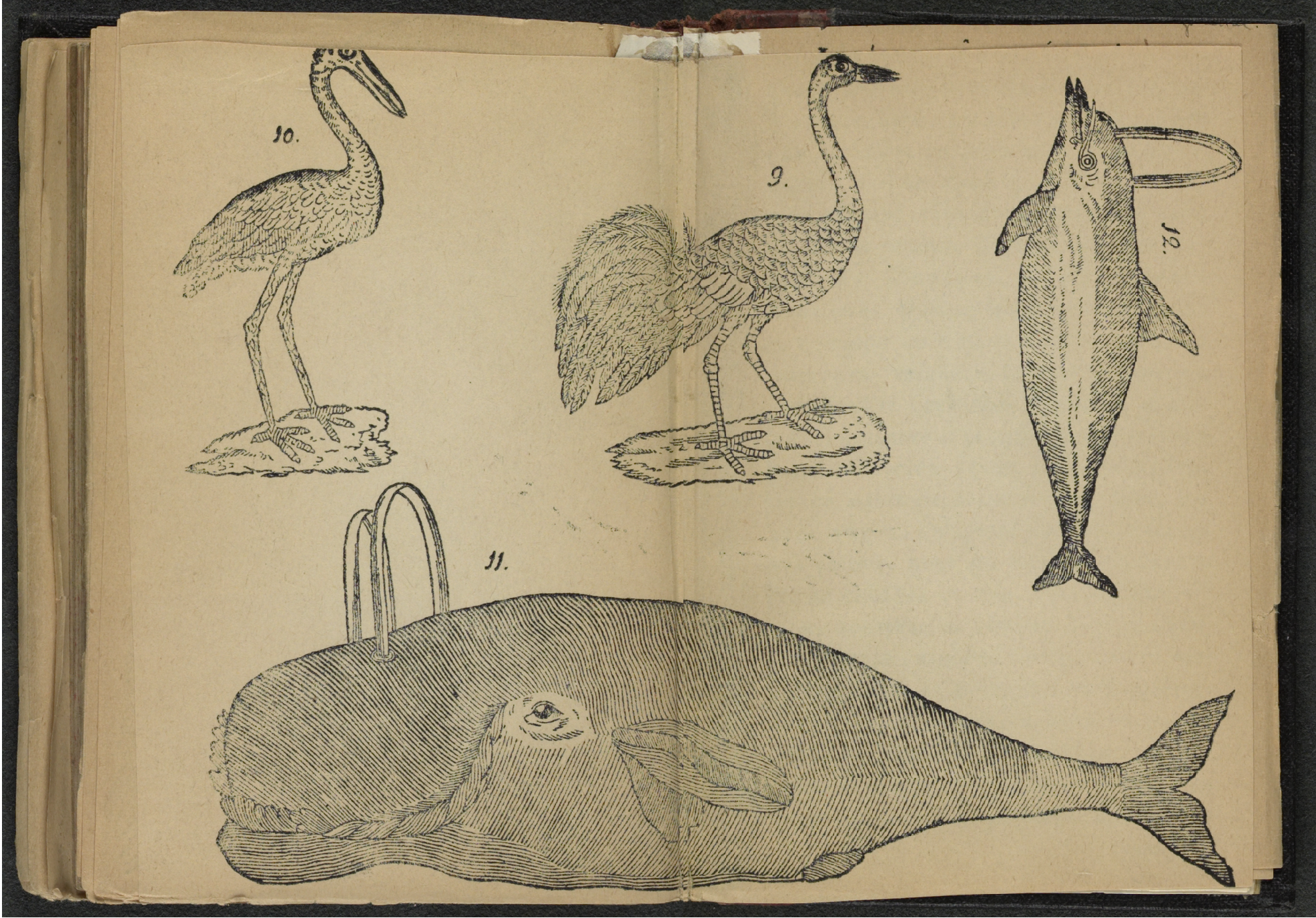
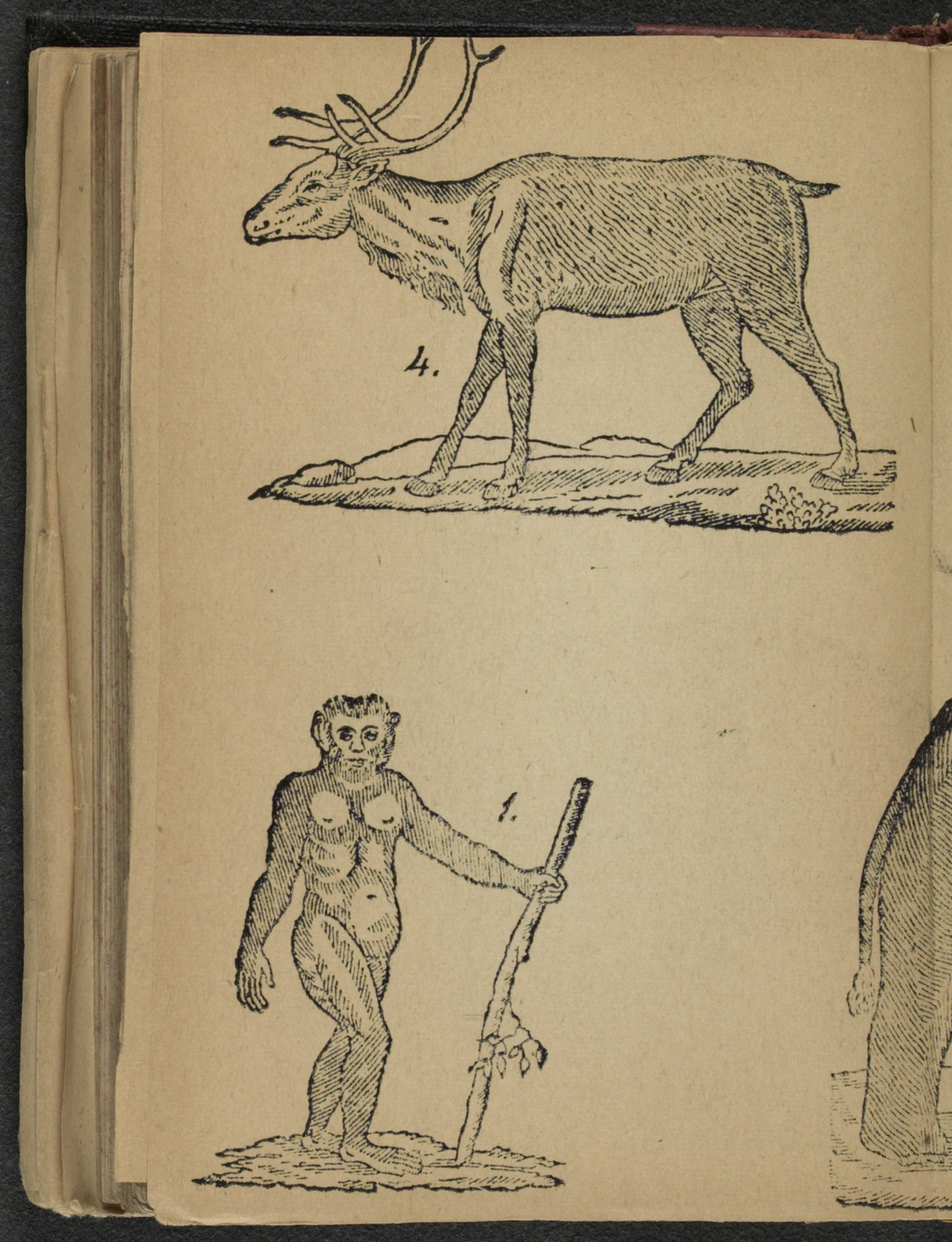